# Charles Ferdinand Latrille

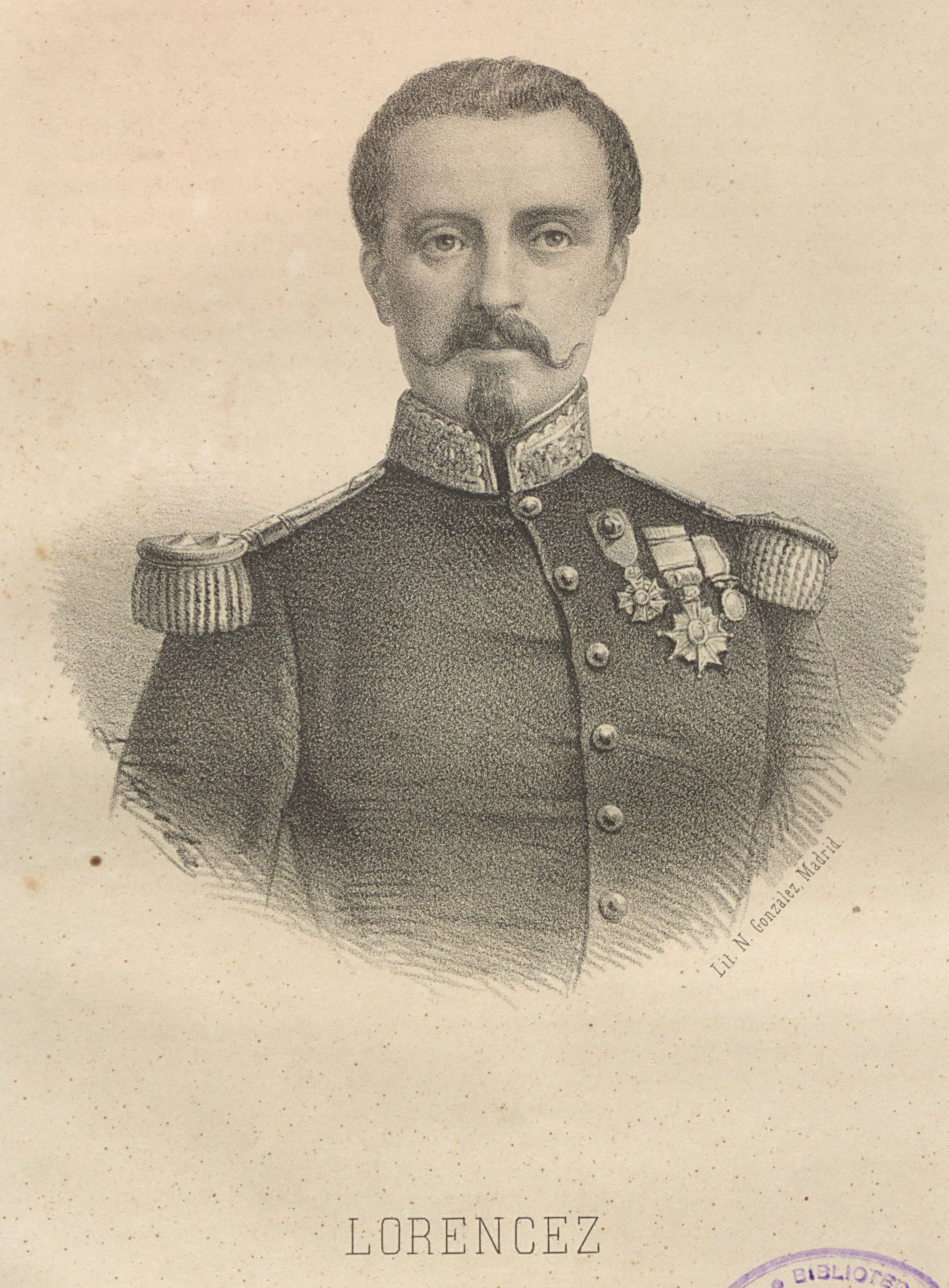
Charles Ferdinand Latrille

Charles Ferdinand Latrille, Comte de Lorencez (Parijs, 23 mei 1814 - 16 juli 1892) was een Frans militair ten tijde van het Tweede Franse Keizerrijk.
Hij vocht onder andere in Frans-Algerije en tijdens de Krimoorlog.
In 1862 werd hij bevelhebber van de Franse troepen in Mexico. Op 28 april versloeg hij de Mexicanen in de Slag bij Las Cumbres, maar op 5 mei werd hij vernietigend verlagen door Ignacio Zaragoza tijdens de Slag bij Puebla. Hierna stuurde de Franse keizer Napoleon III meer versterkingen naar Mexico onder bevel van Élie-Frédéric Forey en François Achille Bazaine. In december keerde hij terug naar Frankrijk, en verzette zich daar tegen het zenden van nog meer troepen naar Mexico, omdat hij voorzag dat het op een fiasco zou gaan uitlopen.
Hij vocht nog tijdens de Frans-Duitse Oorlog. In 1872 maakte hij een eind aan zijn militaire loopbaan vanwege een ziekte die hij in Mexico had opgelopen.